# Blundell Park
Blundell Park es un estadio de fútbol en Cleethorpes, North East Lincolnshire, Inglaterra, y hogar del Grimsby Town Football Club. El estadio fue construido en 1899, pero solo una de las tribunas originales permanece. La capacidad actual del estadio es de 9,052, después de ser convertido en un estadio con asientos en el verano de 1995, lo que redujo el número de alrededor de 27,000. Varios descensos en años anteriores significaron que también se eliminaran los asientos de expansión; eso redujo la capacidad aún más, de alrededor de 12,000 a lo que es ahora.
Blundell Park es el cuarto recinto del club Grimsby Town, habiendo jugado anteriormente en los estadios Clee Park, Lovett Street y Abbey Park durante los primeros veinte años de existencia del club. La asistencia récord en Blundell Park fue de 31,651 personas en un partido de la FA Cup contra Wolverhampton Wanderers el 20 de febrero de 1937. Ambos  clubes comparten también el récord de asistencia en el estadio Old Trafford del Manchester United, cuando 76,962 personas vieron a los dos equipos enfrentarse nuevamente en la semifinal de la FA Cup de 1939.

## Historia

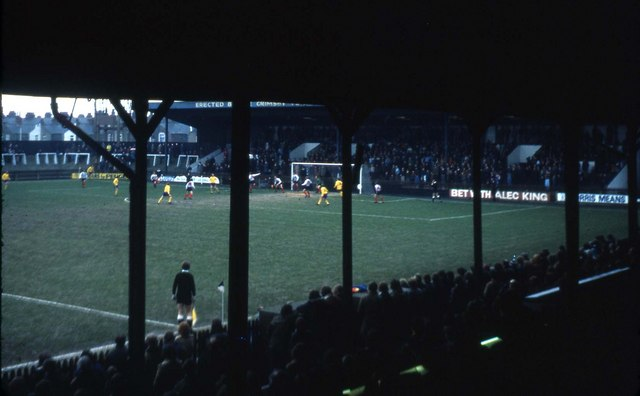
Un partido de Grimsby Town en 1977. Vista desde la tribuna principal hacia el pontón

El Grimsby Town Football Club se mudó a su nuevo estadio, el Blundell Park, en el verano de 1899, habiéndose mudado del estadio Abbey Park. Trasladaron consigo todos los accesorios y equipamientos de Abbey Park, así como las tribunas de este mismo y del estadio Hazel Grove. El estadio Blundell Park lleva el nombre del ropero Peter Blundell, cuya donación permitió que el Sidney Sussex College de Cambridge comprara el terreno en 1616. El partido inaugural fue un encuentro de la Segunda División de la Football League contra Luton Town el 2 de septiembre de 1899, con 4,000 espectadores viendo a los equipos empatar 3-3. En 1901 se construyó una nueva tribuna principal en el lado norte del estadio.
En 1925 se demolió la tribuna Abbey Park y en su lugar se construyó la tribuna Barrett. El 20 de febrero de 1937, se registró el récord de asistencia de 31,651 personas en el enfrentamiento contra el Wolverhampton Wanderers en una eliminatoria de la FA Cup.  En 1939, en la época cerca al estallido de la Segunda Guerra Mundial, la tribuna Hazel Grove, la última restante del campo anterior, fue demolida y reemplazada por la tribuna Osmond. 
En 1953, el club introdujo sus primeros reflectores en el estadio, lo que permitió a Grimsby Town jugar partidos nocturnos. Reflectores altos fueron comprados de segunda mano al Wolverhampton Wanderers en 1958 y se instalaron en 1960 a un costo de £9,000, los cuales fueron recaudados por el club de aficionados. Desde entonces, han iluminado los partidos cuando ha sido necesario.  
En 1961, la tribuna Pontoon de 63 años de historia fue demolida y reemplazada por una nueva con el mismo nombre. En 1980, el estadio fue renovado nuevamente; la tribuna principal, la única original del estadio, se convirtió en una tribuna con asientos, y la tribuna Barrett, construida en 1925, fue demolida y reemplazada por la tribuna de dos niveles Findus, que se convirtió en la tribuna más grande del estadio. Tras el informe Taylor, que documentó la tragedia de Hillsborough, Blundell Park se convirtió en un estadio all seater en 1995. Ese mismo año, el club también introdujo asientos temporales en los espacios entre las tribunas Pontoon y Principal, y las tribunas Osmond y Findus. La mayor asistencia del club desde que se convirtió en un all seater fue de 9,528 personas el 3 de marzo de 1999 contra Sunderland en un partido de la Football League Division One. Tras el descenso de Grimsby Town del segundo al cuarto nivel del fútbol inglés entre 2003 y 2004, el club retiró los asientos adicionales, que solo se utilizarían en partidos de copa de alto perfil. 
Grimsby Town recibió una subvención de £19,000 en abril de 2015 del Fondo de Mejora de Estadios de Fútbol (FSIF), el mayor financiador del fútbol no profesional en el país, lo que permitió al club realizar reparaciones y mantenimiento de los reflectores en Blundell Park.  

## El estadio en su actualidad

### Tribuna Pontoon
En 1899, Blundell Park fue inaugurado con la tribuna construida original, la Pontoon, junto a la tribuna Principal, pero esta fue finalmente demolida en 1961 y reemplazada por la actual tribuna conservando el nombre Pontoon, que fue construida con fondos recaudados por los aficionados del club. La tribuna está situada detrás de la portería a la derecha del túnel y fue convertida en una instalación all seater en 1995 en respuesta al informe Taylor, tras la tragedia de Hillsborough de 1989. Los asientos fueron dispuestos en franjas negras y blancas para reflejar los colores del club.
La tribuna Pontoon alberga principalmente a los aficionados más vocales del club, y a menudo cuenta con un tamborilero; sin embargo, a mediados de la década de 1980, esta tribuna se convirtió en la de los visitantes, mientras que la tribuna Osmond se reservó para los aficionados locales, con la idea de que el diseño más abierto de la tribuna Pontoon haría más notable la presencia de los seguidores de Grimsby Town en el resto de las tribunas del estadio. Esto fue extremadamente impopular entre los aficionados del club y se revirtió.

### Tribuna Young's

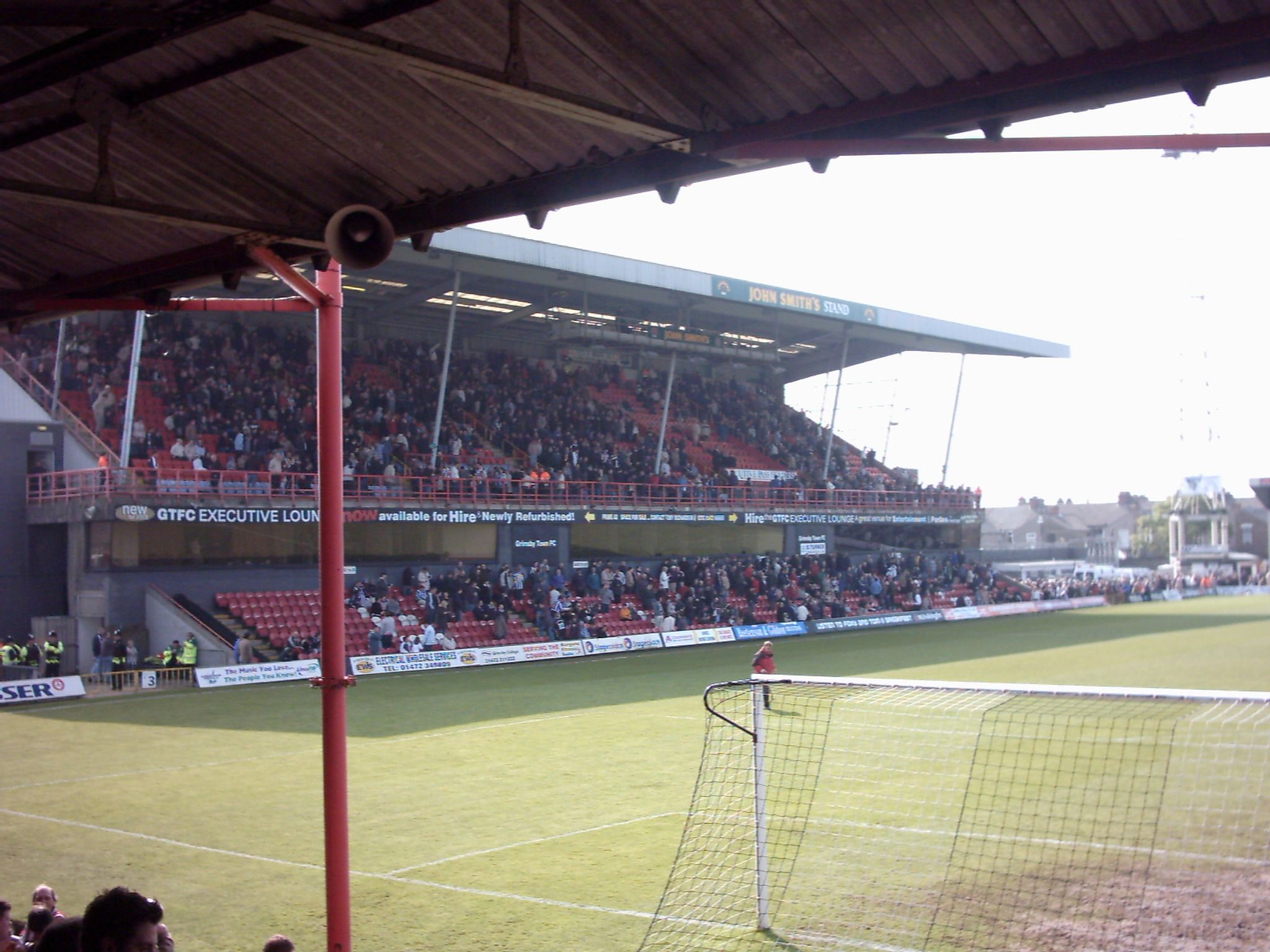
Tribuna Young's

La tribuna Young's es la tercera en construirse en el lado opuesto al túnel y los vestidores. Originalmente, el club había trasladado la tribuna Abbey Park desde su anterior estadio homónimo. Esta tribuna fue finalmente demolida en 1925 y reemplazada por la tribuna Barrett. La tribuna Barrett fue finalmente demolida en 1980 y reemplazada por una tribuna de dos niveles pagada por la empresa procesadora de pescado Findus. Por lo tanto, fue nombrada "Tribuna Findus".
La tribuna fue inaugurada en 1982 y es la más grande del estadio, con el nivel superior ofreciendo una vista panorámica del estuario del Humber, el Cabo Spurn y el Mar del Norte. Desde este punto se puede ver claramente el tráfico marítimo en el estuario. Las filas delanteras del nivel inferior están descubiertas y entre los dos niveles hay una fila de palcos corporativos. Dentro de la tribuna se encuentran la sala de juntas, la taquilla, la tienda del club, bares y la suite de eventos y restaurante "McMenemy's", que lleva el nombre del exentrenador Lawrie McMenemy.
En la década de 1990, Findus cesó su producción en la ciudad, por lo que la tribuna pasó por varios nombres patrocinados. Primero, la tribuna fue renombrada como la Stones Bitter, luego en 1997 se convirtió en la John Smiths y posteriormente en la tribuna Carlsberg en 2004. Findus regresó a la ciudad en 2009 y la tribuna volvió a su nombre original.
Para la temporada 2016-2017, un nuevo patrocinio con Young's Seafood fue anunciado, renombrando las gradas a Tribuna Superior e Inferior Inferior Young's, respectivamente

### Tribuna Principal

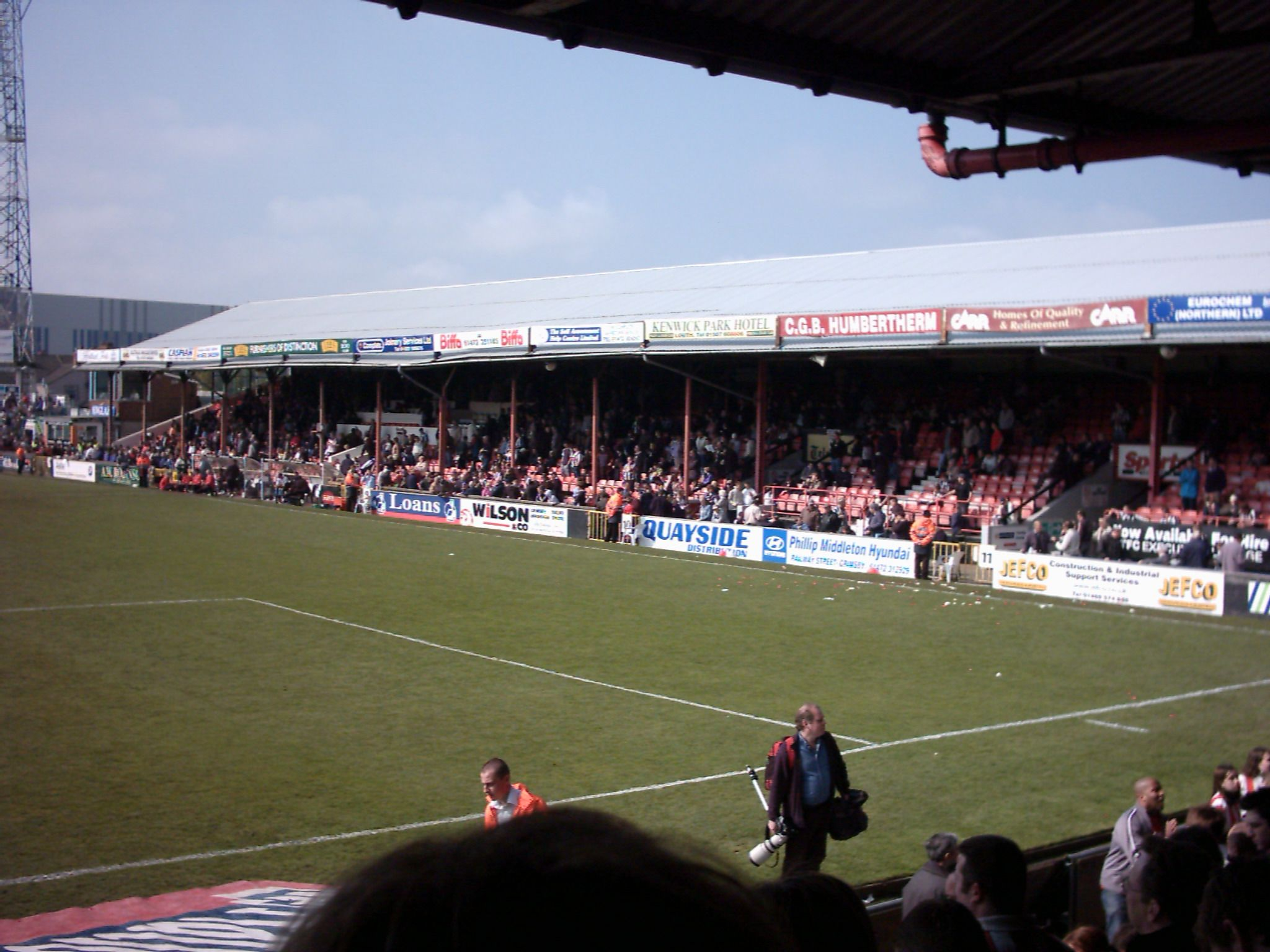
Stand principal

Frente a la tribuna Young's, en el lado norte del estadio, se encuentra la tribuna Principal, que data de 1901 y se dice que fue la tribuna más antigua de la English Football League hasta el descenso del club al fútbol no profesional en 2010. Solo la parte central de la tribuna data de 1901, el resto ha sido modificado de alguna forma u otra. Esta tribuna alberga los vestidores y las áreas para aficionados con discapacidades. El túnel de los jugadores va desde el centro de esta tribuna hasta el campo, entre los dos banquillos.

### Tribuna Osmond

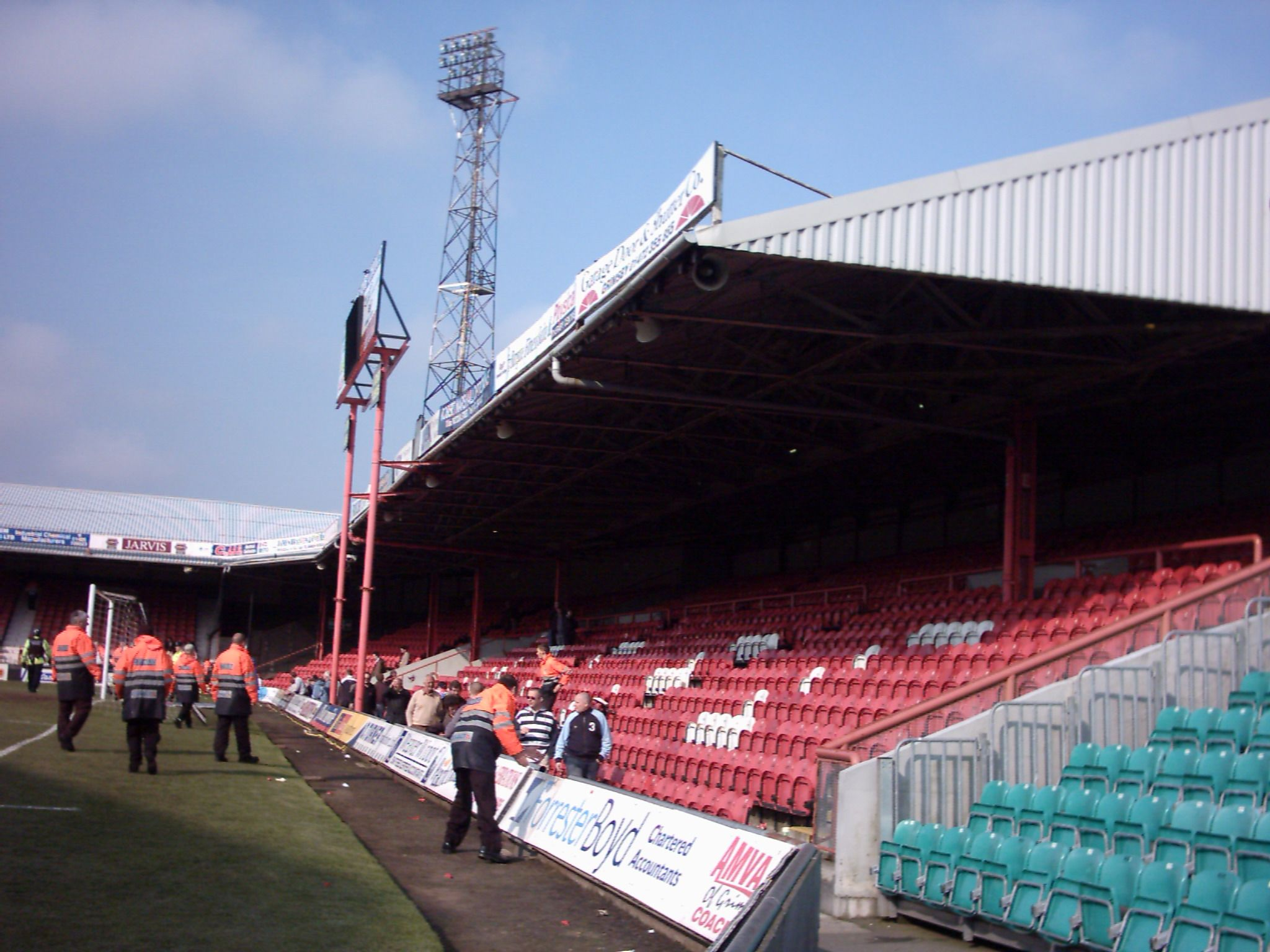
Puesto de Osmond (extremo visitante)

A la izquierda de la tribuna Principal se encuentra la tribuna Osmond. Esta reemplazó la tribuna Hazel Grove, que fue trasladada desde el antiguo estadio del club, el Abbey Park Stadium. La tribuna Osmond fue construida en 1939 cuando la Hazel Grove fue demolida poco antes del comienzo de la Segunda Guerra Mundial. La tribuna Osmond también es de dos niveles, pero a diferencia de la tribuna Young's, la Osmond solo tiene escaleras que separan las dos partes. La tribuna también alberga a los aficionados visitantes, aunque ocasionalmente los aficionados locales se sientan en la mitad más cercana a la tribuna Principal cuando el club juega contra un equipo con pocos aficionados visitantes. La tribuna tiene alrededor de 2,000 asientos, de los cuales unos 1,000 tienen una vista restringida debido a los soportes del techo y la altura del mismo.
El estadio albergó brevemente a los aficionados locales a mediados de la década de 1980, cuando el club decidió trasladar a los aficionados visitantes a la tribuna Pontoon, pero esto resultó ser impopular entre los aficionados de Grimsby y la decisión fue revertida. La esquina entre la tribuna Principal y la tribuna Osmond es la única esquina cerrada en todo el estadio. Esta sección está cerrada y es la única parte del estadio donde se puede estar de pie; sin embargo, al estar cerrada para los aficionados, el estadio sigue considerándose un estadio con asientos.

### Asientos adicionales
La capacidad total de Blundell Park disminuyó en 1995 a consecuencia de la conversión a un estadio all seater. El club instaló asientos temporales en las esquinas noroeste y sureste, conocidos coloquialmente como "los asientos verdes". Estos consistían en cuatro bloques de asientos provisionales de andamio, con aproximadamente 10 filas hacia atrás. Los asientos temporales estaban destinados a proporcionar capacidad adicional cuando fuera necesario, pero se utilizaban regularmente cada semana mientras el club disfrutaba de un largo período jugando en la English Championship.
El descenso desde la Championship llevó a una reducción en la asistencia a los partidos y los asientos temporales se volvieron en su mayoría redundantes. En encuentros especiales de copa, por ejemplo los partidos de la Copa de la Liga de 2005 en contra de Tottenham Hotspur y Newcastle United, los asientos temporales se reinstalaron para un solo uso. 
Debido a los cambios en los asientos, La capacidad total del estadio disminuyó de poco menos 12,000 durante la Championship a menos de 10,000 en la League Two.

### Disposición
Una vista panorámica desde las gradas de Pontoon mirando la tribuna Principal a la izquierda, la tribuna Osmond en el medio y la tribuna Findus a la derecha (tomada el día de Año Nuevo de 2012).

## Juegos internacionales
A lo largo de los años, Blundell Park ha sido sede de varios partidos internacionales. En 2001, acogió el partido entre Francia Sub-18 y Finlandia Sub-18, y con el tiempo también ha albergado juegos de las selecciones de Inglaterra Sub-17, Inglaterra Sub-18 y del equipo nacional femenino Sub-19 de Inglaterra.

## Futuro
Dado que algunas partes de Blundell Park son anticuadas, el costo de mantener el estadio, especialmente las secciones de madera, es elevado. En comparación con muchos estadios de fútbol modernos, hay una grave escasez de instalaciones corporativas y comodidades para los aficionados visitantes. Blundell Park es consistentemente calificado como uno de los peores estadios de fútbol para los aficionados visitantes. Los bares y puestos de comida dentro del estadio suelen estar abarrotados e incapaces de alcanzar su potencial de ingresos. Blundell Park rara vez se utiliza para algo distinto al fútbol, mientras que muchos clubes con estadios más modernos pueden alquilar el recinto para conciertos, eventos corporativos y otros deportes como el rugby.
Otras complicaciones surgen de la ubicación del estadio entre casas adosadas y junto a la orilla del río Humber (separado por una vía férrea), lo que hace que la remodelación de Blundell Park para acomodar a los 20,000 aficionados requeridos para el ascenso a la Premier League sea prohibitivamente costosa. El estacionamiento se limita en gran medida a las calles de casas adosadas que rodean el estadio. No hay estacionamiento seguro en Blundell Park ni provisión adicional para transporte público, como un sistema de aparcamiento disuasorio. Blundell Park también es el estadio de fútbol más bajo del Reino Unido, con una altura de solo 2 pies sobre el nivel del mar.

### EstadioConoco,Great Coates
Desde mediados de la década de 1990, el club ha estado buscando trasladarse a un nuevo estadio en otra parte de la zona. A finales de los años 90, el club presentó una solicitud de planificación para un nuevo estadio en las afueras occidentales de Grimsby, en Great Coates, junto a la autovía A180. El estadio, provisionalmente titulado Estadio Conoco, suponía ser financiado mediante una asociación con un importante minorista y tendría una capacidad inicial de 14,000 asientos, que podría expandirse hasta 21,000 (para cumplir con los requisitos de la Premier League) en cuestión de semanas, construyendo toda la estructura del estadio, pero sin montar ninguna instalación o asiento en las cuatro esquinas del estadio hasta que fueran necesarios. Tras el ascenso de Grimsby a la segunda división del fútbol inglés en 1991 -y permaneciendo allí durante todos menos uno de los siguientes 12 años- el informe Taylor exigió que todos los clubes en las dos primeras divisiones tuvieran un estadio all seater para agosto de 1994, permitiendo a los equipos recién ascendidos tres temporadas para cumplir con los requisitos. Sin embargo, Grimsby no ha jugado en la segunda división del fútbol inglés desde 2003 y, desde 2010 hasta 2016, estuvo en la National League (anteriormente la Conference Premier).
El nuevo estadio incluiría instalaciones para igualar a los mejores clubes de la Premier League, incluyendo un aumento sustancial en áreas de hospitalidad para los días de partido, más palcos corporativos de un mayor estándar, más áreas de bar y cafeterías incluso para los aficionados visitantes, significativamente más número de baños, vestidores más grandes y versátiles para los jugadores, asientos más amplios con más espacio para las piernas, un campo híbrido resistente capaz de soportar múltiples partidos de rugby y fútbol cada semana e instalaciones que podrían ser usadas durante todo el año para eventos corporativos.
El objetivo era abrir el nuevo estadio para el inicio de la temporada 2001-2002. Tras considerable oposición a los planes por parte de los residentes locales que retrasaron el proyecto, el nuevo estadio recibió permiso de planificación del Consejo de North East Lincolnshire en noviembre de 2000. La Oficina del Gobierno para Yorkshire y Humber aprobó el plan en febrero de 2002, Conoco acordó los derechos de nombre del estadio en abril de 2002 y se fijó una nueva fecha de apertura para el inicio de la temporada 2003-2004. A finales de 2002, los minoristas Woolworths y B&Q se retiraron del proyecto y la apertura se pospuso nuevamente hasta la temporada 2005-2006. Después de que se rechazara el permiso de planificación en 2003 debido a problemas con la liberación del terreno, el club volvió a presentar una solicitud de planificación en 2006 siguiendo las mismas líneas que la propuesta anterior que fue aprobada por el consejo en 2007. Debido a la crisis económica de 2008 y al bajo rendimiento en el campo, el permiso de planificación del estadio expiró en 2010 y la propuesta de Great Coates ya no se consideraba viable.

### Peaks Parkway
En 2011, tras comprometerse a buscar un nuevo sitio para un nuevo estadio, el club persiguió activamente una variedad de sitios potenciales para estadios, dentro y en los alrededores de Grimsby.  Después de un largo estudio de viabilidad, la inención fue claramente dirigida hacia Peaks Parkway, 2 millas al sur de Grimsby. El club presentó una solicitud de planificación para un estadio menos ambicioso con capacidad para 14,000 personas junto con un desarrollo comercial contiguo en noviembre de 2016.  Los opositores a la propuesta de la Calzada Peaks argumentaron que el uso de un sitio totalmente nuevo en lugar de varias alternativas abandonadas y la proximidad del estadio a un cementerio lo hacía inadecuado y el consejo retiró a la Calzada de las opciones en octubre de 2018. 

### Freeman Street/East Marsh/ Muelle pesquero de Grimsby
En octubre de 2018, el consejo indicó que prefería que Freeman Street y East Marsh se utilizaran como nueva ubicación para un nuevo estadio como parte de un importante proyecto de regeneración de esta parte de la ciudad.  Las ventajas de este sitio incluyen una extensa regeneración del área y el uso de un terreno abandonado, pero las desventajas incluyen estacionamiento y transporte, ya que el nuevo estadio estaría dentro de la propia ciudad.
Los rumores sobre el uso de los muelles pesqueros como sitio para un nuevo estadio han aumentado desde julio de 2019.  Las ventajas de este sitio son el uso de muelles infrautilizados pero icónicos que podrían incorporarse directamente al diseño y un amplio margen para estacionamiento y conexiones de transporte. Las desventajas incluyen el costo potencial de rellenar los muelles y la descontaminación de la tierra. Las elecciones generales de 2019 produjeron una victoria conservadora en el distrito electoral de Great Grimsby y esto puede tener un efecto significativo en los planes del estadio. Como la política del gobierno es apoyar la creación de puertos libres  existe una oportunidad para que la ciudad atraiga más inversiones internas y para que los puertos crezcan. Esto haría que el sitio de los muelles pesqueros fuera menos deseable, ya que podría limitar la regeneración del puerto y la revitalización de la industria pesquera. Sin embargo, un consorcio que busca hacerse cargo del club ha seguido persiguiendo el concepto de un estadio en el lugar del muelle pesquero. 
A finales de diciembre de 2019, el líder del consejo declaró que la regeneración del área de Freeman Street con un nuevo estadio era "lo primero en su lista de deseos para 2020",  sin embargo, en marzo de 2020 se suspendió todo el fútbol como resultado. de la pandemia de COVID-19 y el presidente del club declaró que el nuevo estadio estaba ahora "al final de nuestra lista de prioridades". 
En marzo de 2023, el líder del consejo declaró que el club de fútbol ya no buscaba el área de Freeman Street como sitio para un nuevo estadio y que el club estaba dando prioridad a realizar mejoras en Blundell Park. 
A partir de abril de 2024, el club continúa una lenta remodelación de Blundell Park con la mitad de los postes de la tribuna principal eliminados y reemplazados por una viga de acero que mejora la vista y la experiencia. También se agregarán 100 asientos adicionales al puesto de pontones.

## Registros
La asistencia más alta jamás vista en el campo fue 31,651 en un partido de la quinta ronda de la Copa FA el 20 de febrero de 1937 contra el Wolverhampton Wanderers . Dado que el terreno se convirtió en asientos exclusivos para el inicio de la temporada 1995-96 después del Informe Taylor, la asistencia más alta fue 9,528 en un partido de la División Uno de la Liga de Fútbol (Segunda División) contra el Sunderland el 13 de marzo de 1999. 